# 亜海れい子
亜海 れい子（あみ れいこ）は、日本の女性歌手。タートルプランニング所属。以前、レイコヤマハタ・REIKOとして歌手活動を行っていた。

## 来歴
千葉県市川市に生まれる。血液型B型。市川市立国府台小学校時代に合唱部に所属。聖徳大学附属高等学校卒業後、大学に進学し小学校教諭免許を取得する。その後1997年「夏以上秋未満」でシンガーソングライターとしてデビュー。翌年「baiser」をリリース。千家和也、坂田晃一、高田弘という作家陣による「YES,YOU」は、NHK「みんなのうた」に採用された。
2003年には映画「名探偵コナン 迷宮の十字路」の挿入歌「キミがいれば (十字路ヴァージョン)」を担当する。2004年からは、新宿プリンスホテルなどにおいて、夏冬と毎年ディナーショーを行っている。また、都内各地のライブハウスでディナーショーを継続して行っている。

## ディスコグラフィ

### シングル
- 「夏以上秋未満」：ビッグエコーのCMタイアップ曲
- 「baiser」
- 「YES,YOU」：NHK「みんなのうた」2000年2月 - 3月放送楽曲
- 「心のふるさと～信濃大町～」
- 「ゆっくりゆっくり」

### アルバム
- 「Reiko Ami Live in J'z Brat」
- 映画『名探偵コナン・迷宮の十字路(クロスロード)』オリジナルサウンドトラック
  - 　月夜のテーマ１
  - 　キミがいれば（十字路ヴァージョン）
  - 　月夜のテーマ2
- 「亜海れい子　Best 1」

### DVD
- 「Reiko Ami Live in J'z Brat」

## ライブ（イベント含む）

### 2000年
- 10月：台湾「 台北花火節 」キャパ 40万人野外ステージ【GuestLive】

### 2003年
- 11月：フィリップ・キャンデロロ ／ ファンタジー on アイス【アナウンス】

### 2004年
- 6月7日：神奈川県アマチュアゴルフ選手権大会2004【MC】
- 12月22日～23日：新宿プリンスホテル　X'mas DinnerShow

### 2005年
- 4月24日：「心のふるさと～信濃大町～」発表コンサート（長野県）
- 8月20日：新宿プリンスホテル　SummerFesta DinnerShow
- 12月25日：新宿プリンスホテル　X'mas DinnerShow

### 2006年
- 1月25日：Blue Jay WayにてワンマンLIVE
- 7月29日：新宿プリンスホテル　SummerFesta DinnerShow
- 12月23日：新宿プリンスホテル　X'mas DinnerShow
- 12月31日～07年1月1日：台湾嘉義プリンスホテルにてカウントダウンコンサート

### 2007年
- 3月5日：札幌JRタワー4周年記念Happy Birthday LIVE
- 4月26日：新札幌サンピアザホールにてナイトコンサート

### 2008年
- 2月20日：Jz BratにてワンマンLIVE
- 9月12日：音楽室にて亜海れい子　Birthday LIVE
- 9月23日：新宿プリンスホテル　Birthday DinnerShow
- 12月23日：新宿プリンスホテル　X'mas DinnerShow

### 2009年
- 2月10日：銀座「さろん松」LIVE
- 5月17日：町田「いづみの里」老人ホームLIVE
- 6月12日：川越プリンスホテル　コンサート
- 7月15日：千代田テクノルチャリティコンサート
- 8月7日：六ヶ所村ビアパーティコンサート（青森県）
- 8月12日：飯能プリンスホテル　コンサート
- 9月26日：新宿プリンスホテル　Birthday DinnerShow
- 10月23日：建設設備展にて「亜海れい子トークショー」
- 10月24日：建設設備展にて「亜海れい子ミニコンサート」
- 12月12日：「コミュニケーションについて」講演会講師
- 12月23日：新宿プリンスホテル　X'mas DinnerShow

### 2010年
- 6月10日：四国　ふれあいコンサート
- 10月4日：ラングウッドホテル　コンサート
- 12月10日：青森　グリーンクラブX'mas DinnerShow
- 12月17日：メルパルク横浜　コンサート
- 12月25日：ザ・プリンスパークタワー東京　X'mas DinnerShow

### 2011年
- 7月21日：原宿ラ・ドンナ　LIVE
- 9月11日：品川区シルバーセンター　コンサート
- 10月21日：建築設備九州ブロック大会【GuestLive】
- 10月28日：鹿児島県建築設備協会祝賀会【GuestLive】

### 2012年
- 4月19日：六本木リアルディーバス　LIVE
- 9月20日：目黒東京倶楽部　LIVE
- 10月19日：フレンチレストラン「ランベリー」Dinner Live
- 10月25日：建築設備技術者協会 四国支所設立記念祝賀会【司会＆GuestLive】
- 10月26日：建築設備展2012【亜海れい子ミニコンサート】
- 10月27日：建築設備展2012 絵画・ポスターコンクール表彰式【プレゼンター】

### 2013年
- 2月14日：亜海れい子バレンタインディナーショー at MIKAYLA（ミケイラ）
- 2月18日：ハイアットリージェンシー東京「日本華商総会新年会」【GuestLive】
- 7月30日：六本木リアルディーバス　LIVE

## バックバンドメンバー
ギター：飯塚昌明
ベース：斉藤貴之
ピアノ：小西真澄
ドラム：国文教孝

## 出演

### テレビ
- ビックエコー（第一興商、CMタイアップ「夏以上秋未満」）
- Cool Jamin（パーフェクTV、エンディングテーマ曲「まっぴら」）
- スターボウリング（テレビ東京、総合司会）
- NHKみんなのうた「YES,YOU」[1]
- NHKスタジオパークからこんにちはゲストライブ

### ラジオ
- 長野県ＦＭ佐久平「さく☆佐久ステーション」ゲスト
- 北海道旭川ＦＭリベール「かしまし食堂」ゲスト
- FM西東京「WEEKLY MUSIC TOP20」ゲスト
- FMえどがわ「TOKYO RIVERS WIDE」ゲスト
- かつしかFM「かつしかSUN SUNワイド」ゲスト
- 鎌倉FM「シーサイド・カフェ828」ゲスト
- レディオ湘南「Hyper Music Wave Live」ゲスト
- レインボータウンFM「ハマキヨ・サキのヒアタルシアタルⅡ」ゲスト
- FMむつ「WAHAHA本舗・勝栄のお話コレクション」ゲスト
- STAR digio「J-POP　GALAXY」ゲスト
- TFM 「エモーショナルビート」ゲスト
- STAR digio「J-POP　GALAXY」ゲスト
- TFM「エモーショナルビート」ゲスト
- TFM「フライデーカラオケDAM」ゲスト
- Nack5「Music charanger」ゲスト
- ラジオ日本「歌のショールーム」ゲスト

## 雑誌
- JR時刻表「夏の特別号」表紙
- 「ガールポップ」vol.28インタビュー掲載